# 오빠와 남친과 그녀석
《오빠와 남친과 그녀석》은 전영희의 순정 만화로, 2005년 8월 8일부터 같은 해 12월 1일까지 10권에 걸쳐 연재되었다.

## 등장 인물

### 주인공 그룹
- 정차희
- 현이준

### 주변 인물
- 이주경
- 정하윤
- 강신재
- 한시은